# Spilornis elgini
Spilornis elgini là một loài chim trong họ Accipitridae Đây là loài đặc hữu của quần đảo Andaman ở phía đông nam Ấn Độ. Môi trường sống tự nhiên của nó là rừng nhiệt đới ẩm nhiệt đới hoặc cận nhiệt đới và rừng ngập mặn cận nhiệt đới hoặc nhiệt đới. Nó bị đe dọa do mất môi trường sống. Loài này ưa thích khu vực của những cây rải rác. Chúng có chiều dài đầu đến chân là 51–59 cm. Cá thể vị thành niên gần giống như cá thể trưởng thành về ngoại hình. Chỏm đầu có màu nâu sẫm, cổ họng của có màu nâu nhạt. Lông che tai màu nâu. Một đặc điểm độc đáo của là các đốm trắng trên cánh.